# Áron Kibédi Varga
Áron Kibédi Varga (en allemand Áron Varga von Kibéd) est un historien de la littérature, poète et membre externe de l'Académie hongroise des sciences d' origine néerlandaise, né le 4 février 1930 à Szeged et mort à Fribourg-en-Brisgau le 13 avril 2018. Il est un chercheur reconnu en histoire et esthétique de la littérature française baroque, classique et contemporaine, et une figure éminente de la poésie de l'émigration hongroise occidentale.
Son nom de naissance est Varga Sándor Áron Jr. En tant que citoyen néerlandais, son nom officiel est Sandor Aron Varga, mais il répertorie ses publications sous son nom d'auteur Áron Kibédi Varga, parfois S. A. Varga. 
Il est le fils du philosophe et psychologue Sándor Kibédi Varga (1902–1986).

## Biographie
Il quitte la Hongrie avec sa famille fin 1944. Ils s'installent d'abord en Allemagne, puis déménagèrent en 1948 dans la ville d'Alphen-sur-le-Rhin aux Pays-Bas, où il termine ses études secondaires. Entre 1948 et 1954, il étudie l'histoire littéraire arabe à l'Université de Leyde, et la littérature française à Amsterdam et à Paris. Après 1954, il travaille comme chercheur associé à l'Université libre d'Amsterdam, où il obtient son doctorat en 1963. Entre 1966 et 1971, il est chef du département de littérature française à l'Université d'Amsterdam. Il enseigne à nouveau à l'Université libre d'Amsterdam à partir de 1971 en tant que professeur et chef de département. Il passe ses dernières années à Fribourg.

## Son travail
Son principal domaine de recherche est la littérature française, en particulier celle des XVIe et XVIIIe siècles, ainsi que le baroque et le classicisme des XIXe et XXe siècles, particulièrement, sous la forme d'un examen littéraire, historique et esthétique, les périodes de style avant-garde du XXe siècle. Il s'est également intéressé à des questions générales de théorie littéraire et culturelle, et a étudié la relation entre littérature et beaux-arts, ainsi que l'esthétique de la rhétorique. Dans sa conférence « Sur les genres », tenue devant l'Académie hongroise des sciences en 1996, il a également abordé des questions générales de théorie littéraire. Il a écrit plusieurs articles sur certaines périodes - tout particulièrement le XVIIe siècle - et certains auteurs de la littérature hongroise, comme un examen esthétique des œuvres d'István Gyöngyösi, poète hongrois du XIXe siècle.
Outre son travail scientifique, il a produit une importante œuvre poétique. Sa poésie reflète l'influence des premiers poètes allemands et français, mais l'influence des poètes hongrois Bálint Balassi et Sándor Weöres, ainsi que le langage stylistique de Péter Pázmány se font sentir dans ses œuvres. Il adopte une structure de phrase simple et sans fioritures, avec une accumulation d’adverbes, de jeux de langage, de tournures de phrases inattendues et de métaphores qui rendent ses poèmes à la fois rigoureux et riches. Si ses premières œuvres expriment les angoisses d’une personne abandonnée, apatride, sans idéal et sans credo transcendantal et idéal, cela fait place, dans ses œuvres postérieures, a une sorte de calme stoïque, dans lequel le poète se contente de contempler et tente de créer dans ses poèmes un calme et un ordre intemporels qui ne sont pas par ailleurs caractéristiques du monde.
Ses études ont été publiées dans des revues internationales ; ses œuvres poétiques ont été publiées dans six recueils de poésie et dans des revues littéraires et culturelles de langue hongroise (Új Látóhatár, Irodalmi Újság, Magyar Műhely, le Magyar Híradó de Vienne, etc.). Il tient depuis 1999 un journal publié par Kalligram Publishing.

### Distinctions et reconnaissances
Après 1981, il entre à l'Académie royale des sciences des Pays-Bas. Il est membre de l'Académie hongroise des sciences et est élu membre externe en 1990. De 1979 à 1981, il est vice-président de la Société internationale d’histoire de la rhétorique, de 1987 à 1993 et président de l’Association internationale pour les études du mot et de l’image. Il est également membre fondateur de l'association culturelle publique des Hongrois aux Pays-Bas, le Dutch Mikes Kelemen Circle.
Pour ses mérites scientifiques, il reçoit en 1978 la Croix d'Officier de l'Ordre des Palmes de l'Académie française et en 2000 le prix Pro Cultura Hungarica. En 1993, il reçoit un doctorat honorifique de l'Université Janus Pannonius de Pécs. En 2015, il reçoit la Croix moyenne de l'Ordre du Mérite hongrois.

## Œuvres

### Travaux scientifiques
- Les constantes du poème : A la recherche d'une poétique dialectique. La Haye : Van Goor, 1963
- De Dichter en de Dingen: Rede. La Haye; Bruxelles : Van Goor, 1967
- Rhétorique et littérature : études sur les structures classiques. Paris; Bruxelles : Didier, 1970
- De wetenschappelijkheid van literatuurwetenschap: Rede. Amsterdam : Université Libre, 1974
- Discours, récit, image. Bruxelles : Madarga, 1989
- La poétique du classicisme. Paris : Aux amateurs de livres, 1990
- Szavak, világok. Pécs : Jelenkor, 1998
- Le classicisme. Paris : Seuil, 1998
- Noé könyvei: Tanulmányok, esszék. Cluj-Napoca : Komp-Press. 1999, Livres d'Ariane
- A jelen: Irodalom és művészet a századfordulón. Bratislava : Kalligram, 2003

### Œuvres de fiction
- Kint és bent. Washington : Occidental Press, 1963 (Poèmes)
- Téged. Washington : Occidental Press, 1973 (Poèmes)
- Szépen: Versek 1957–1989. Budapest : Orphée, 1991 (Poèmes)
- Amszterdami krónika. Bratislava : Kalligram, 2000 (Journal)
- Hántani, fosztani. Bratislava : Kalligram, 2000 (Poèmes)
- És felébred, aminek neve van. Bratislava : Kalligram, 2002 (Journal)
- Oldás. Bratislava : Kalligram, 2004 (Poèmes)
- Két év, három ország: Naplójegyzetek 2003-2004. Bratislava : Kalligram, 2005
- Lépések: Napló 2005–2006. Bratislava : Kalligram, 2007
- Történések. Bratislava : Kalligram, 2008 (Poèmes)
- Ragozás ; L'Harmattan, Mgr. , 2011 (Série Diamond Shaft)
- Szép napok. Amsterdam, Budapest, Paris, Fribourg, Quimiac ; Contemporain, Év., 2011 (Prose contemporaine)

## Récompenses
- Officier des Palmes Académiques (1975)
- Ordre du Lion Hollandais (1994)
- Plaque commémorative Pro Cultura Hungarica (2000)
- Croix du Milieu de l'Ordre du Mérite Hongrois (2015)